# Zygonoides occidentis
Zygonoides occidentis – gatunek ważki z rodziny ważkowatych (Libellulidae).